# میونای
میونای (انگلیسی: Miwnay؛ یک زن سُغدی در قرن چهارم میلادی بود که توسط همسرش، نَنَی‌دات، در دووان (دون‌هوانگ) چین رها شد و به تنگدستی افتاد. اطلاعات مربوط به او از نامه‌های باستانی سغدی (شماره ۱ و ۳) به‌دست آمده است.
در نامهٔ باستانی شماره ۱، میونای به مادرش، چَتیس، نامه می‌نویسد و وضعیت خود و فرزندش، شاین را توضیح می‌دهد. او می‌گوید که سعی کرده کسی را پیدا کند که او را نزد مادرش ببرد، اما کسی حاضر به کمک نیست، بنابراین «برای زنده ماندن به کمک‌های یک موبد زرتشتی وابسته‌ام.»
در نامهٔ باستانی شماره ۳، میونای خطاب به همسرش، نَنَی‌دات، نامه‌ای پر از شکایت می‌نویسد. او از این که همسرش هرگز به نامه‌هایش پاسخ نداده یا برای او پولی نفرستاده، گلایه می‌کند و می‌نویسد:
«من از فرمان تو پیروی کردم و به دون‌هوانگ آمدم، و نه سخن مادرم را شنیدم و نه برادرانم را. بی‌شک در همان روزی که فرمان تو را اطاعت کردم، خدایان بر من خشمگین بودند!»
در پایان‌نامه، میونای خشم خود را آشکارا ابراز می‌کند و می‌نویسد:
«ترجیح می‌دهم همسر یک سگ یا خوک باشم تا همسر تو!»